# Panaguan (Larangan)
Panaguan is een bestuurslaag in het regentschap Pamekasan van de provincie Oost-Java, Indonesië. Panaguan telt 2650 inwoners (volkstelling 2010).